# Galveston (Indiana)
Galveston es un pueblo ubicado en el condado de Cass en el estado estadounidense de Indiana. En el Censo de 2010 tenía una población de 1311 habitantes y una densidad poblacional de 964,15 personas por km².

## Geografía
Galveston se encuentra ubicado en las coordenadas 40°34′38″N 86°11′29″O / 40.57722, -86.19139. Según la Oficina del Censo de los Estados Unidos, Galveston tiene una superficie total de 1.36 km², de la cual 1.36 km² corresponden a tierra firme y (0%) 0 km² es agua.

## Demografía
Según el censo de 2010, había 1311 personas residiendo en Galveston. La densidad de población era de 964,15 hab./km². De los 1311 habitantes, Galveston estaba compuesto por el 96.87% blancos, el 0.53% eran afroamericanos, el 0.31% eran amerindios, el 0.46% eran asiáticos, el 0% eran isleños del Pacífico, el 0.38% eran de otras razas y el 1.45% pertenecían a dos o más razas. Del total de la población el 1.6% eran hispanos o latinos de cualquier raza.